# Cuprotungstite
La cuprotungstite è un minerale.